# Schloss Ebersberg (Württemberg)
Schloss Ebersberg, auch Burg Ebersberg genannt, ist die Bildungs- und Begegnungsstätte der Deutschen Pfadfinderschaft Sankt Georg (DPSG) in der Diözese Rottenburg-Stuttgart. Schloss Ebersberg liegt in der Gemeinde Auenwald im Rems-Murr-Kreis östlich der Teilorte Ebersberg und Lippoldsweiler auf einem Bergsporn.

## Lage und Architektur
Die Reste der staufischen Burg Ebersberg liegen oberhalb der Auenwalder Teilorte Ebersberg und Lippoldsweiler auf einer schmalen Bergzunge. Die Kernburg war einst durch einen Halsgraben von einer Vorburg mit einem Wirtschaftshof getrennt, von der jedoch keine Reste erhalten sind. Der heutige Halsgraben ist weitgehend mit Erde aufgefüllt. Einst überspannte ihn eine steinerne Brücke mit vier Bogen, von der heute noch zwei Bögen zu sehen sind. Am Eingang zur Burg haben sich zwei Stümpfe von Türmen erhalten, welche einst zu einem Torhaus gehörten. Das Tor wurde 1834 abgetragen. Direkt dahinter erhebt sich ein etwa 11 Meter hoher Stumpf eines Bergfrieds aus Buckelquadern. Die Burg verfügt über eine Ringmauer, auf der sich einst ein hölzerner Wehrgang befand. Im Süden der Anlage befindet sich ein Zwinger. In der südwestlichen Ecke der Anlage steht ein massiver fünfeckiger Turm, der in die Ringmauer integriert ist. In der nördlichen Ecke der Kernburg befindet sich das zweiflügelige Barockschloss. Auf dem Kapellenflügel thront ein hölzerner Dachreiter. Bis zum Bau der Herz-Jesu-Kirche 1960 in Lippoldsweiler diente die Schlosskapelle als römisch-katholische Pfarrkirche von Ebersberg.

## Geschichte

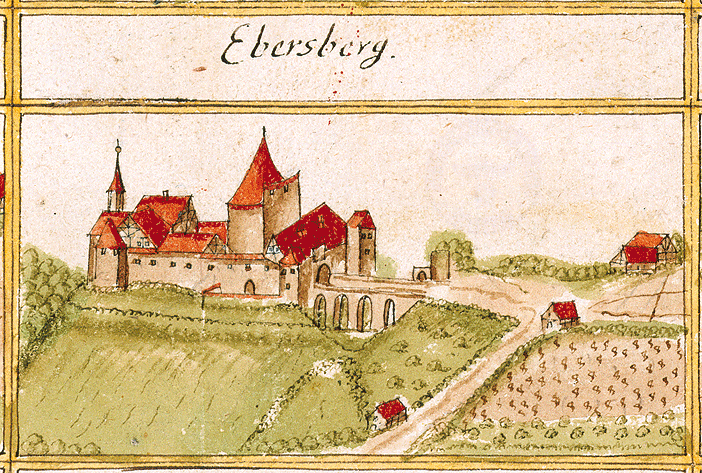
Burg Ebersberg um 1685 (Illustration in der Forstlagerkarte von Andreas Kieser)

### Urgeschichte
Vermutlich war der Ebersberg schon in prähistorischen Zeiten bewohnt.

### Mittelalter

#### Unter den Herren von Weissach
Nach den Schwäbischen Annalen (Annales suevici) von Martin Crusius wurde der Vorgängerbau der heutigen Burg Ebersberg um das Jahr 911 von dem Weissacher Ortsadligen Rudolf von Weissach und dessen Frau Gilmetha erbaut. Rudolf soll nach Crusius auch Backnang mit einer Stadtmauer umgeben und dem Augustiner-Chorherrenstift in Backnang einen Teil seines Vermögens übertragen haben. Diese Darstellung ist in ihrem Kern sicherlich korrekt, allerdings dürfte die Jahreszahl 911 falsch sein. Möglicherweise ist Crusius, der hier aus einer nicht mehr erhaltenen Urkunde zitierte, ein Übertragungsfehler unterlaufen. Nach einer Ansicht ist 911 als 1109 zu lesen. Um 1109 gründete Markgraf Hermann I. von Baden das Stift Backnang. Die Herren von Weissach waren Dienstmannen des Hauses Baden und später Gefolgsleute der Württemberger. Das Geschlecht besaß ein festes Haus im Kammerhof bei Oberweissach. Durch den Investiturstreit wurde das Reich durch ständige Fehden erschüttert; Adelssitze in den Dörfern wurden unsicher. Daher gaben die Herren von Weissach ihren Sitz in Oberweissach auf und zogen auf den Ebersberg. Nach Crusius Darstellung war Rudolf von Weissach kinderlos. Möglicherweise heiratete Gilmetha von Weissach nach dem Tode ihres Gatten erneut. So könnte die Burg an die Herren von Jagstberg gekommen sein.

#### Unter den Herren von Ebersberg

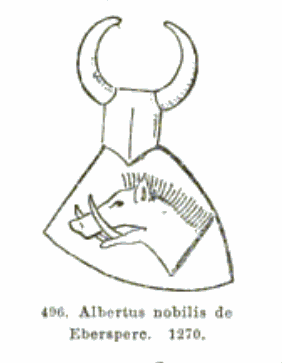
Wappen des Albert von Ebersberg (um 1270)

Die Burg Ebersberg fiel zu einem unbekannten Zeitpunkt an Siboto I. von Jagstberg. Siboto I. war mutmaßlich mit Volknand III. von Staufen verwandt. Vielleicht war Siboto auch mit Agnes, der Tochter Volknands verheiratet. Volknand war ein treuer Anhänger Kaiser Friedrichs I. und der Hohenstaufer. Der Sohn Sibotos I., Siboto II. verlegte seinen Hauptwohnsitz auf den Ebersberg und ließ die Burg grundlegend umbauen. Durch den Umbau erhielt die Anlage ihr heutiges Aussehen. Siboto II. nannte sich nach der Burg fortan von Ebersberg. Baubeginn war zu Beginn des 12. Jahrhunderts, 1226 wurde die Burg erstmals urkundlich erwähnt.
Die edelfreien Herren von Ebersberg verfügten über einen umfangreichen Grundbesitz, der jedoch nur um die Herrschaft Ebersberg ein zusammenhängendes Herrschaftsgebiet bildete. Zu dem Gebiet gehörten die Ortschaften Däfern, Eckartsweiler, Lippoldsweiler, Hohnweiler, Heslachhof, Oberbrüden, Sechselberg und Schöllhütte. Mittelbrüden, Unterbrüden und Wattenweiler gehörten jeweils zur Hälfte den Ebersbergern. Zeitweilig gehörten auch Aichstrut und Schadberg mit der Schadburg zu dem Herrschaftsgebiet. Der Weiler Ebersberg und die Ebersberger Mühle in der Gemeinde Kaisersbach dürfte von den Ebersbergern gegründet worden sein. Das Schlössle Unterberken, welches auch Burg Ebersberg genannt wurde, könnte ebenfalls im Besitz des Geschlechts gewesen sein.
Mit dem Niedergang der Staufer büßten auch die Ebersberger immer mehr von ihrer Macht ein. Im 14. Jahrhundert verarmten die Ebersberger zusehends. Engelhard I. von Ebersberg musste seine Stammburg mit allem Zubehör am 16. Oktober 1328 für 2300 Pfund Heller an Graf Ulrich III. von Württemberg verkaufen. Das Geschlecht wurde nun völlig bedeutungslos, teilweise wählten die Ebersberger bürgerliche Ehepartner. Das Geschlecht derer von Ebersberg erlosch mit Albert von Ebersberg, der 1415 kinderlos in Höpfigheim starb.

#### Unter den Württembergern
1330 verpfändete Ulrich III. von Württemberg den Ebersberg an Siegfried von Yberg. 1442 löste Württemberg die Burg von Hans von Yberg wieder ein. Danach verpfändete Graf Ulrich V. die Burg an seine erste Ehefrau Margarethe von Kleve. 1478 belehnten die Grafen Ulrich und Eberhard von Württemberg ihre Dienstleute Dieterich von Weiler, Georg von Vellberg und Wolf von Tachenhausen der Ältere mit der Burg. Letzterer konnte das ganze Lehen in seiner Person vereinigen. 1531 verkauften seine Erben, Wolf von Tachenhausen der Jüngere und Hans von Massenbach das Gut an Schwigger Thumb von Neuburg.

### Reformation und Gegenreformation
Das Dorf Ebersberg wurde 1535 evangelisch. 1544 fiel das Schloss an Hans von Fraunberg, welche sie kurz danach an Wilhelm von Massenbach abtrat. 1551 wurde das zweiflügelige Schloss dazu gebaut, dessen Reste im heutigen Bau zu sehen sind. 1606 veräußerte Valentin von Helmstatt (1578–1637), Ehemann der Helene Marie von Massenbach (1598–1625), das Schloss an den Geheimrat Melchior Jäger von Gärtringen (1544–1611). Dessen Erben, die Brüder Friedrich und Georg Jäger von Gärtringen verkauften das Schloss mit Zubehör 1649 an Sigmund Moser von Filseck. Dieser veräußerte das Rittergut 1654 an den fanatischen Katholiken Jeremias Vollmar Schenk von Winterstetten. Entgegen der Bestimmungen des Westfälischen Friedens betrieb er eine Politik der Rekatholisierung. Dazu dehnte Winterstetten seine privaten katholischen Gottesdienste auf die Dorfbewohner aus. Winterstetten ließ auch evangelische Einwohner vertreiben und übereignete deren Häuser an Katholiken. Obwohl der Schenk zweimal von den Württembergern verhaftet und eingekerkert wurde, änderte er seine Politik nicht. Nach seinem Tode veräußerte die Witwe Maria Dorothea von Winterstetten (geb. von Ow) das Schloss 1694 an Johann Heinrich von Ostein, Dechant zu Würzburg und Comburg. Nach dessen Tod fiel das Schloss an dessen Bruder, Johann Franz Sebastian von Ostein. Dieser veräußerte das Schloss 1698 an das Kloster Schöntal (Jagst). Die Mönche unter Abt Benedikt Knittel setzten die Gegenreformation fort.

#### Erster Großbrand von 1714
1714 zerstörte ein Großbrand fast die gesamte Schlossanlage. Das Feuer griff auch über die benachbarten Gebäude über und zerstörte Ställe, Schuppen und das Dach des Bergfrieds. In seiner heutigen, barocken Form wurde das Schloss nach diesem verheerenden Brand um 1720 vom Zisterzienserkloster Schöntal unter Abt Benedikt Knittel erbaut. Die Schlosskapelle zum Heiligen Michael wurde 1724 eingerichtet und geweiht.

#### Zweiter Großbrand von 1722
Nach dem Brand von 1714 wurde der Bergfried notdürftig wiederhergestellt und erhielt seinen Turmhelm zurück. In dem Turm richteten die Mönche des Klosters Schöntal eine Studierstube ein. Hier wurden auch naturwissenschaftliche Experimente durchgeführt. An einem heißen Sommertag im Juni 1722 wurde der Bergfried von einem Blitz getroffen und brannte ab. Dabei stürzten Trümmer in das Innere des Turmes und zerstörten die Wendeltreppe, sodass der Bergfried nicht mehr zugänglich war. Bei dem Unglück starb ein Geistlicher, dessen Leichnam völlig verbrannt und entstellt im Inneren des Turmes gefunden wurde. Ein anderer Mönch wurde schwer verletzt aufgefunden.

### Wieder unter den Württembergern
Im Jahr 1786 verkaufte das Kloster Schöntal nach dem Wegzug der Mönche das Schloss an Herzog Carl Eugen von Württemberg. Eine Auflage für den Verkauf war, dass der Herzog die Erhebung zur katholischen Pfarrei, die ungestörte Glaubensausübung der Untertanen sowie den Unterhalt der Kirche im Schloss und des Pfarrers anerkennen musste. 1786 wurde die Kapelle als katholische Pfarrkirche anerkannt. Durch § 31 des Osnabrücker Friedensvertrags von 1648 war der Herzog von Württemberg zu diesem Verhalten reichsgesetzlich gezwungen. So ist auch zu erklären, warum der Ort Ebersberg als einziger im protestantischen Gebiet katholisch geprägt ist. Bis zum Bau der Herz-Jesu-Kirche im Dorf im Jahre 1960 blieb die Schlosskapelle die Pfarrkirche der katholischen Ebersberger. Allerdings wohnte in der ersten Hälfte des 19. Jahrhunderts auch ein Waldschütze im Schloss. 1834 wurden die Wehrgänge und das Torhaus abgetragen. 1876 wurde der Bergfried, dessen Inneres noch immer mit Schutt und Erde gefüllt war, über die Burgmauer wieder zugänglich gemacht. In dieser Zeit ließ der Ebersberger Pfarrer Jaumann ein hölzernes Badehaus auf dem Turm errichten und Bäume auf dem Bergfried pflanzen. Da die Wurzeln der Bäume das Mauerwerk schädigten, mussten diese später wieder gefällt werden.

## Bildungsstätte der DPSG

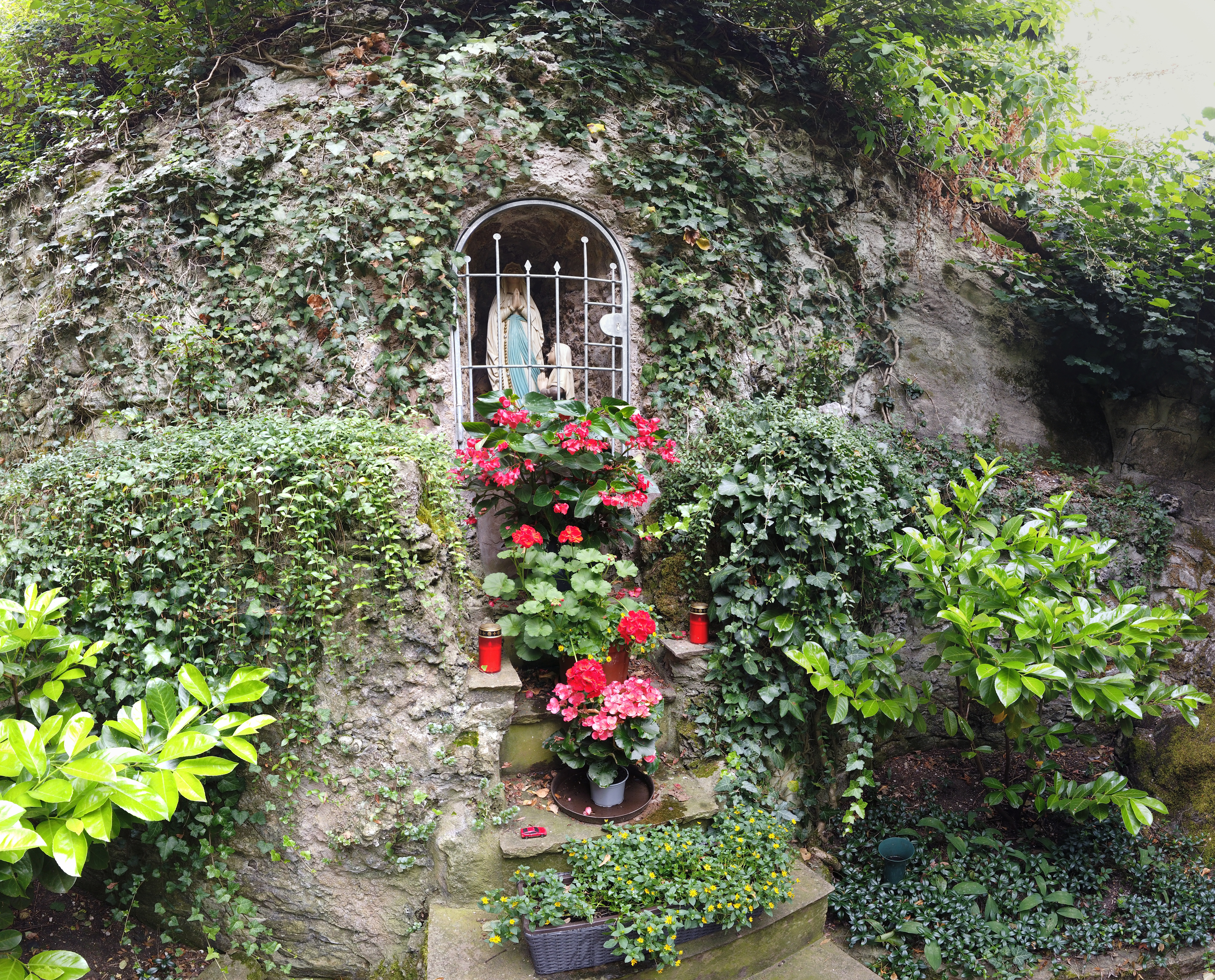
Lourdesgrotte unterhalb des Schlosses

Mit dem Bau der katholischen Herz-Jesu-Kirche im Ort Ebersberg ging das Schloss 1962 für den symbolischen Preis von einer D-Mark in den Besitz der Diözese Rottenburg über. Am 17. Juni 1963 wurde das Schloss der Deutschen Pfadfinderschaft St. Georg übergeben. Mit viel Eigenarbeit wurde das Schloss in einer ersten Bauphase von 1964 bis 1965 renoviert und am 21. Mai 1966 von Bischof Carl Joseph Leiprecht als neue Jugendburg eingeweiht. Nach Planungen in den 80er und 90er Jahren wurde – in Übereinstimmung mit dem Landesdenkmalamt und mit der Diözese – ab 1995 das Schloss umgebaut und grundlegend renoviert. 1996 konnte so das neue Schloss wieder eröffnet werden. In einer weiteren Bauphase 1998 wurden die Arbeiten abgeschlossen. Das Haus verfügt nun über 64 Betten und ist ein sogenanntes Selbstversorgerhaus.

## Sehenswürdigkeiten
- Lourdesgrotte: Unterhalb des Schlosses befindet sich ein verkleinerter Nachbau der Höhle von Lourdes in Südfrankreich. In der Grotte befindet sich eine Statue der Hl. Jungfrau Maria und eine kleinere Statue der Hl. Bernadette Soubirous, die 1858 die Marienerscheinungen von Lourdes gesehen hatte.[10]
- Wappen des Klosters Schöntal mit Herzschild des Abts Benedikt Knittel über dem Eingang des Hauptgebäudes[10]
- Stark verwittertes Wappenschild der Herren von Massenbach über dem Eingang zum Bergfried.[10]

## Friedhof
Im Bereich der abgegangenen Vorburg befindet sich seit 1710 ein römisch-katholischer Friedhof. Auf dem Friedhof befindet sich die Grabstätte von Carl Theodor Freiherr von Sturmfeder von und zu Oppenweiler (1749–1799).

## Aus dem Sagenschatz
Die Volkssage weiß noch von einem unterirdischen Gang, der Schloss Ebersberg mit der Burg Reichenberg bei Oppenweiler verbinden soll. Man erzählt sich auch die Geschichte eines Priesters, der zwecks Gewinnung von Brennholz eine Marien-Statue zersägte und dessen Geist nun zur Strafe im Schloss umgehen müsse. Weiterhin soll der Geist des Mönchs, der 1722 vom Blitz getroffen und getötet wurde, im Inneren des Bergfrieds spuken.

## Wappen der früheren Besitzer

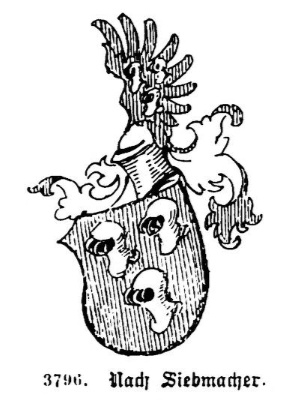
Herren von Weissach
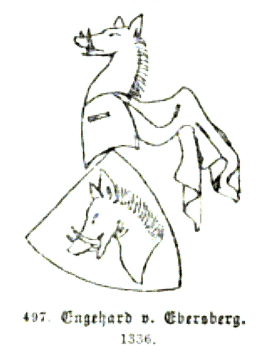
Wappen des Engelhard von Ebersberg
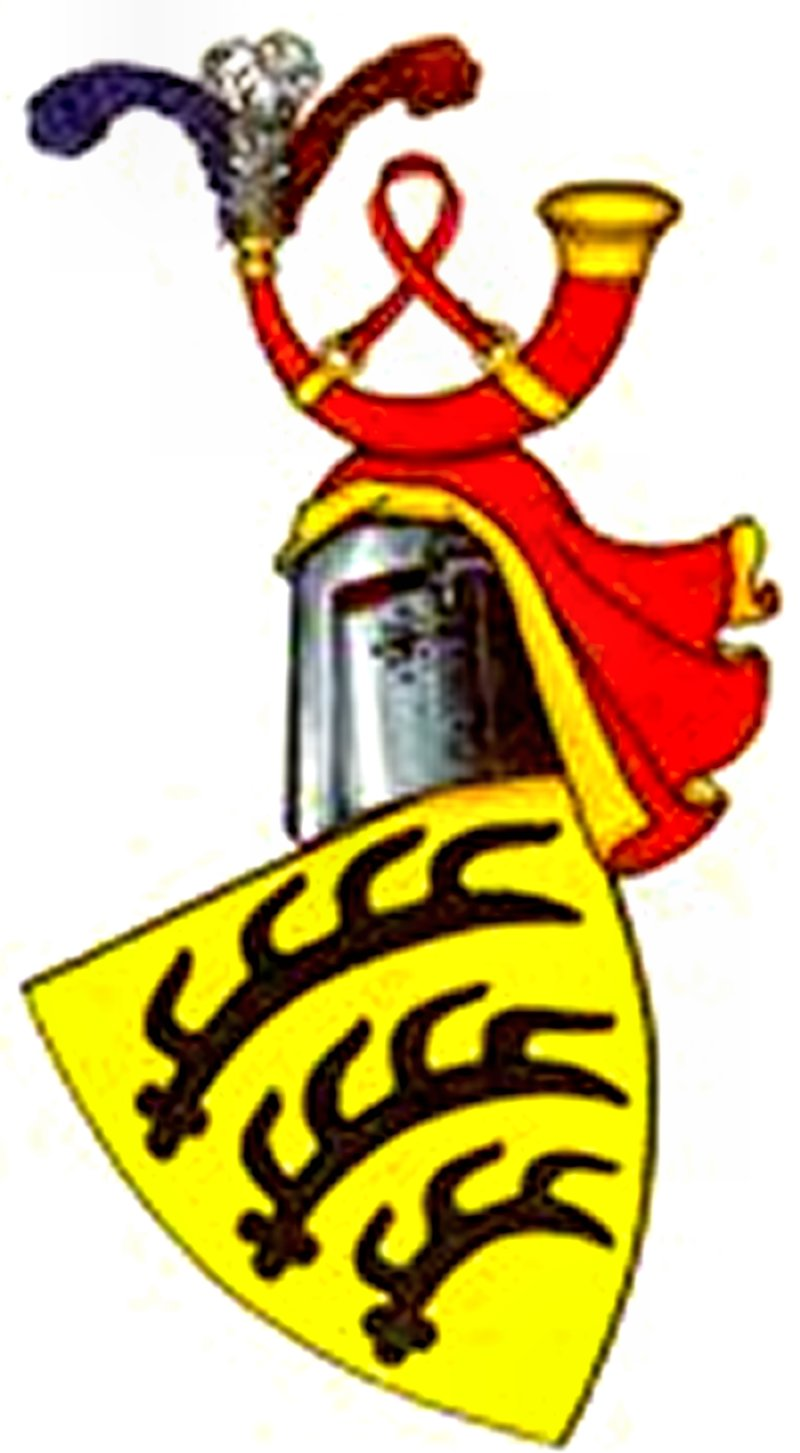
Grafen von Württemberg
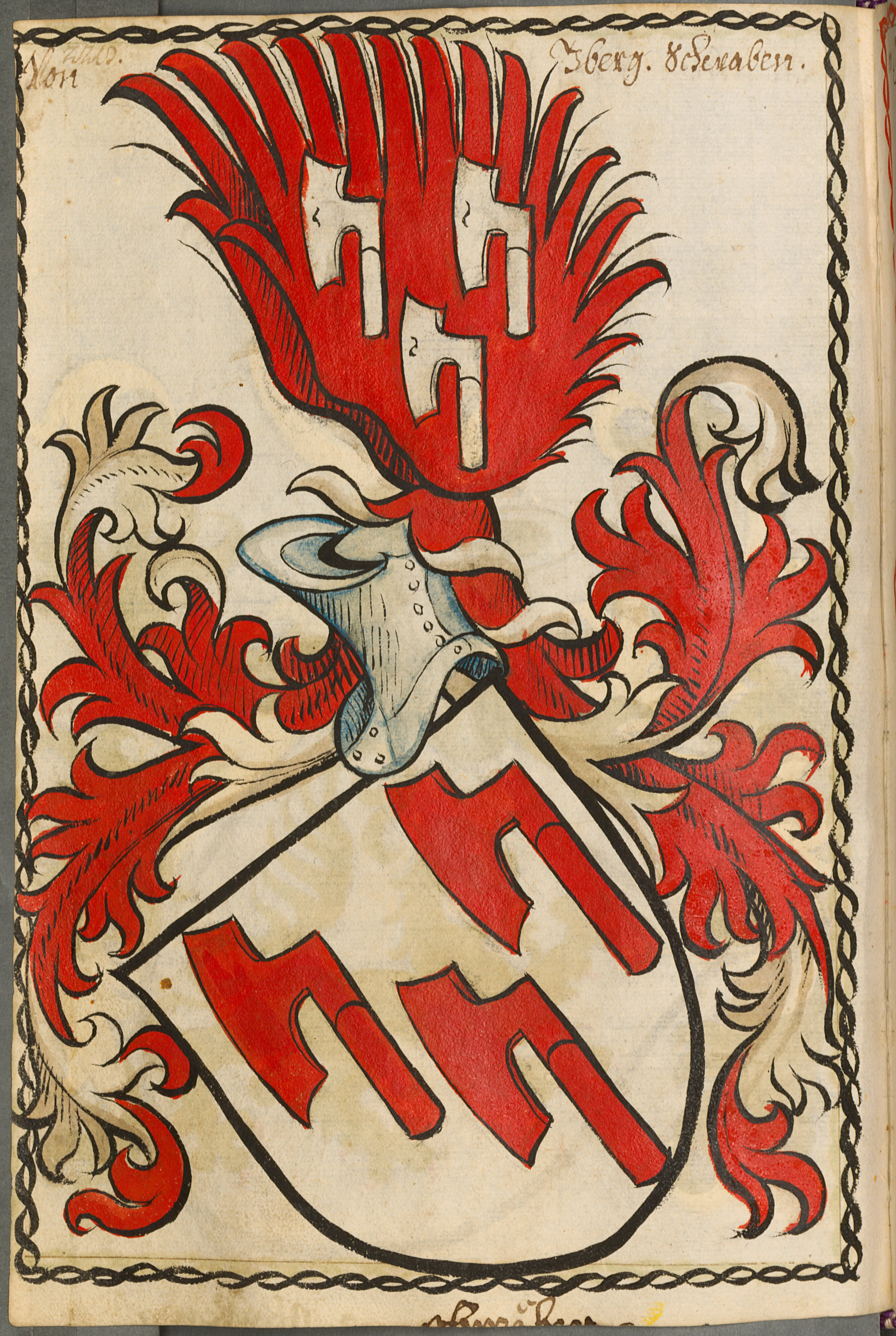
Herren von Yberg
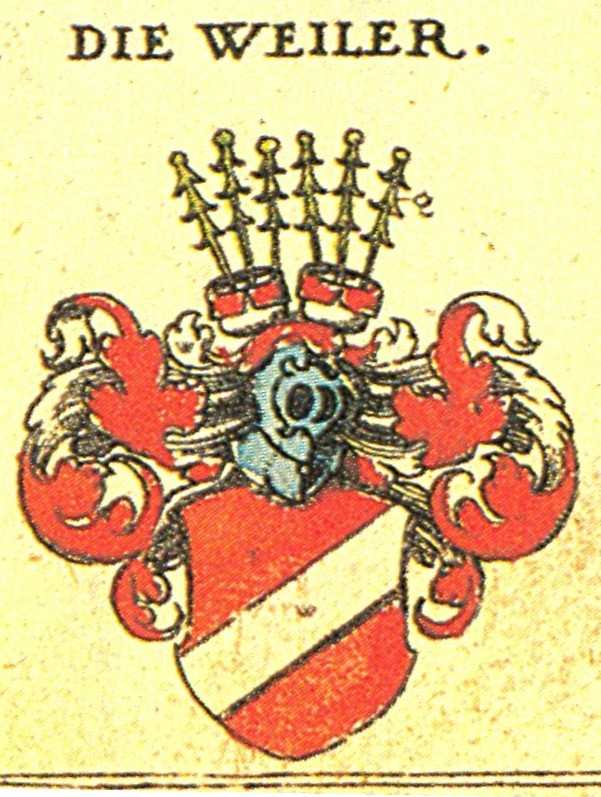
Herren von Weiler
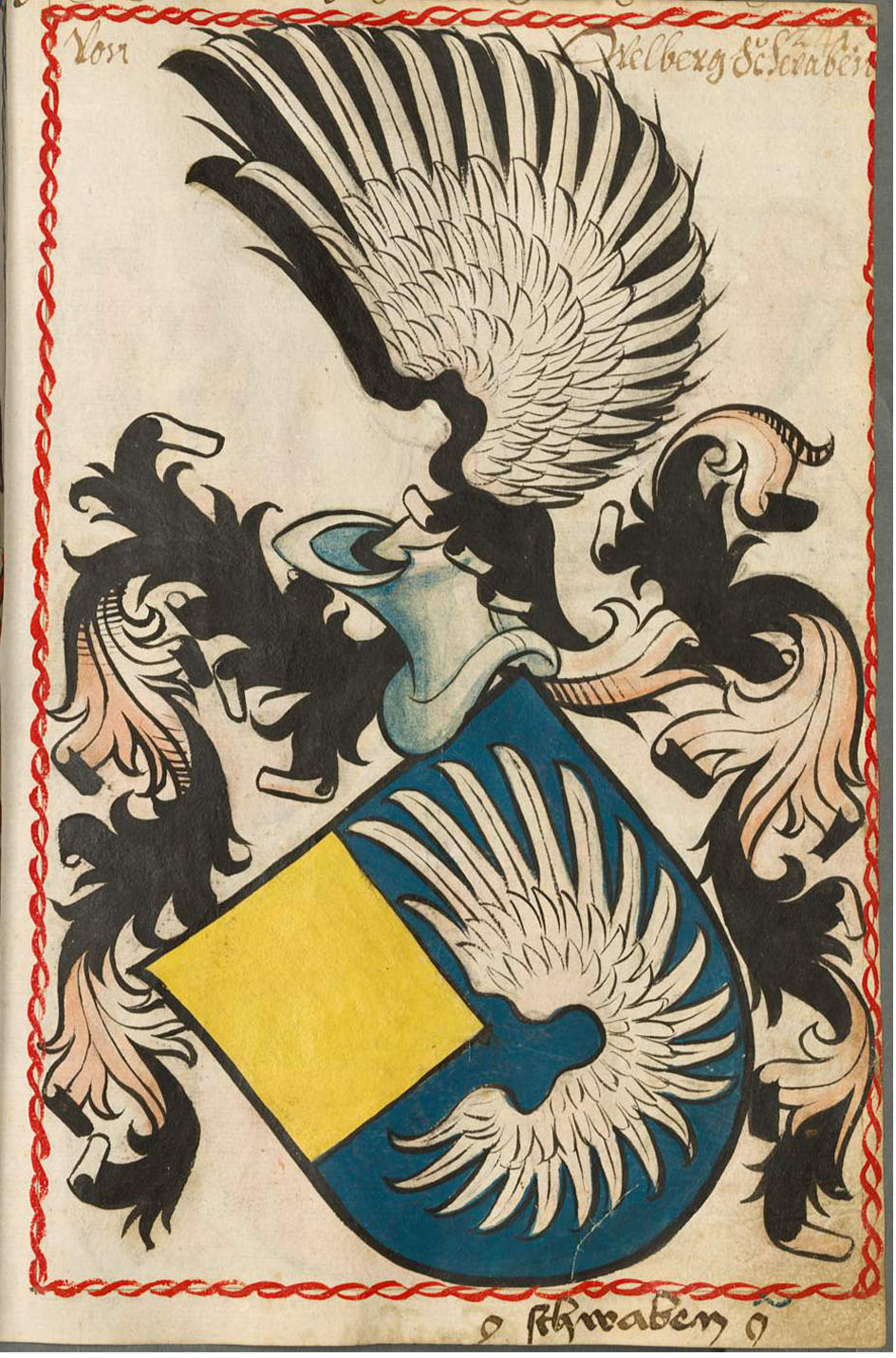
Herren von Vellberg
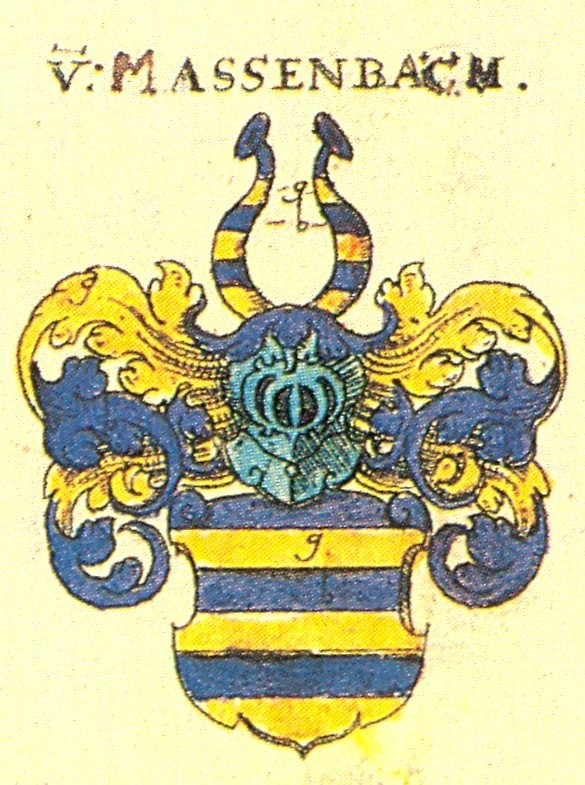
Herren von Massenbach
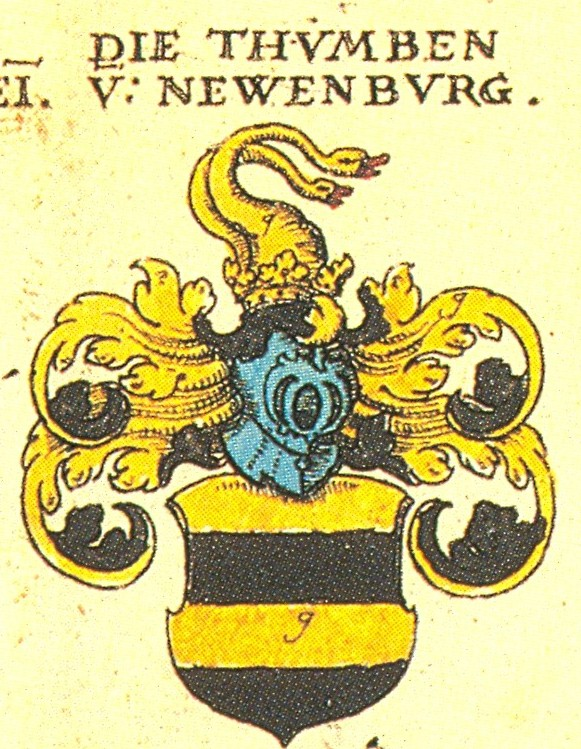
Thumb von Neuburg
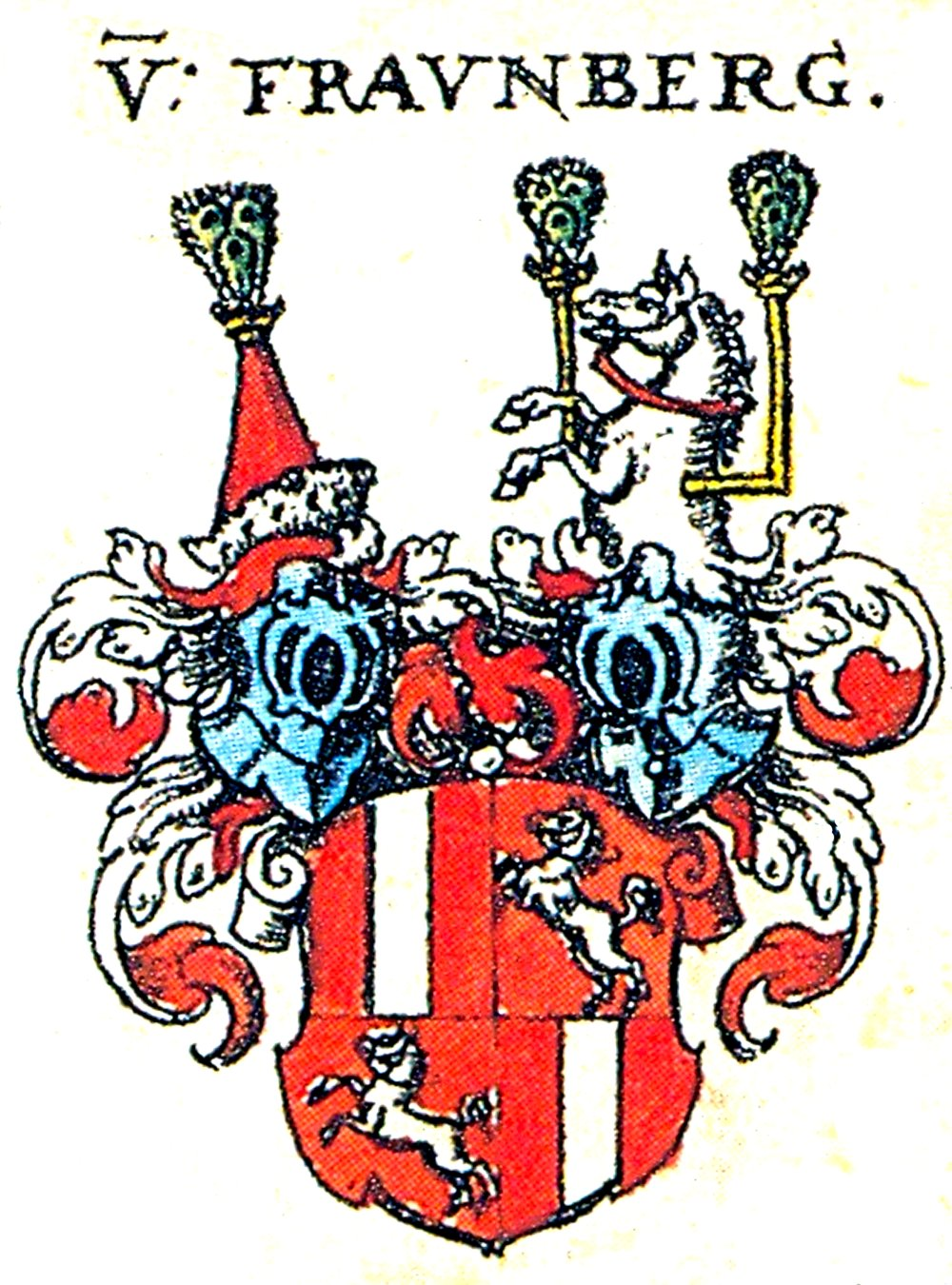
Herren von Fraunberg
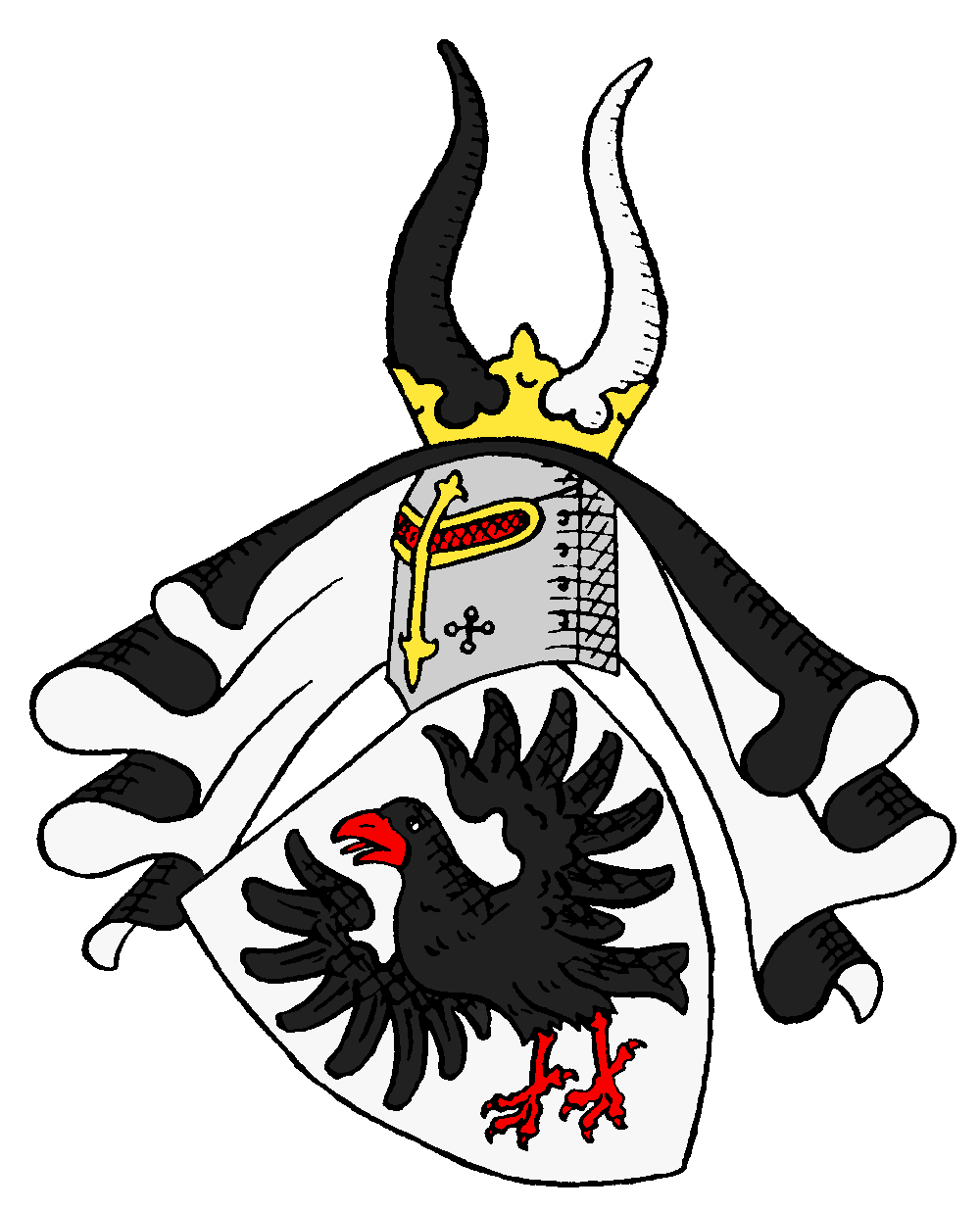
Herren von Helmstatt
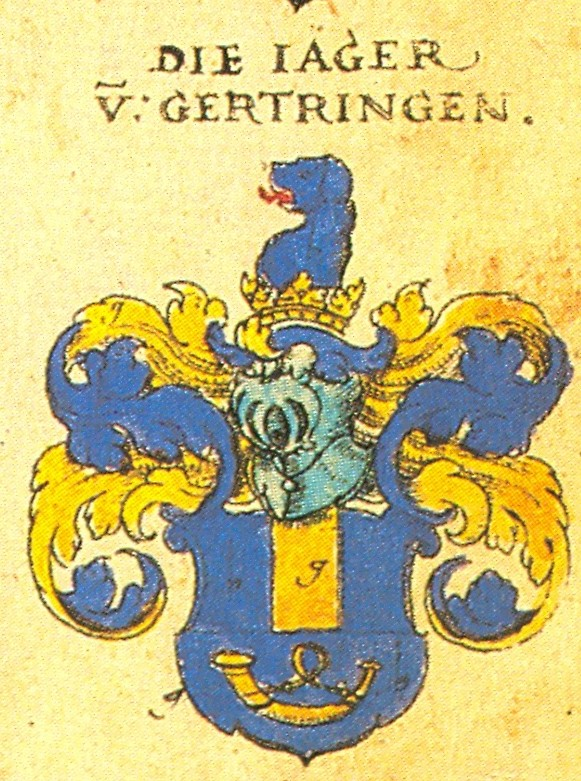
Jäger von Gärtringen (1606 bis 1649)
Moser von Filseck (1649 bis 1654)
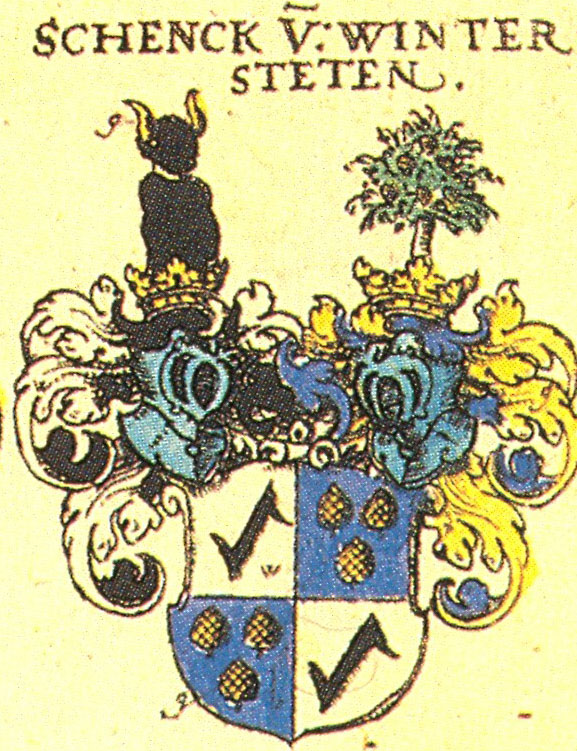
Schenken von Winterstetten (1654 bis 1694)
Herren von Ostein (1694 bis 1698)
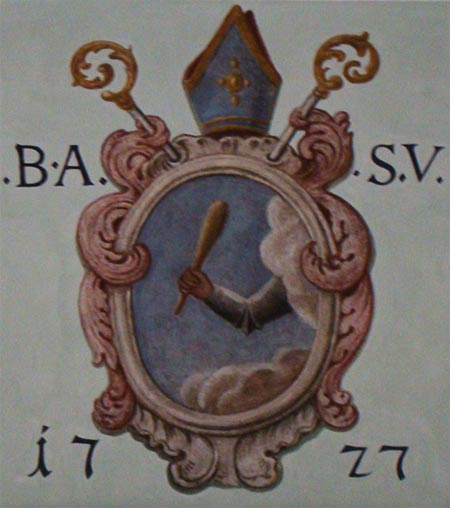
Wappen von Benedikt Knittel, Abt des Klosters Schöntal von 1683 bis 1732